# Idlib kormányzóságbeli összecsapások (2017. január–március)
A 2017-es Idlib kormányzósági összecsapások az Ahrar al-Sham vezette szíriai felkelő csoportok és szövetségeseik, valamint az al-Káidához tartozó Jabhat Fatah al-Sham (későbbi nevén Tahrir al-Sham) és szövetségeseik között folyt harcsorozat volt. Február 7. után az összecsapásokba bekapcsolódott a Jund al-Aqsa mint az előzőektől független harcoló fél, mely felvette a Liwa al-Aqsa nevet, és mind a két, már harcban álló résztvevőt támadta. Az összecsapások helyszíne Idlib kormányzóság teljes területe és Aleppó kormányzóság nyugati része volt.

## Előzmények
2016. októberben jelentősebb összecsapások bontakoztak ki az Ahrar al-Sham és a Jund al-Aqsa között Idlib kormányzóságban. Ennek az lett a vége, hogy a Jund al-Aqsa hűséget fogadott a Jabhat Fatah al-Sham (JFS) részére 2016. október 13-án. Elszórt összecsapások a következő hónapokban is folytatódtak.
A JFS mostani támadásának okai között ott vannak az USA Légiereje által januárban végrehajtott légi támadások is, mely 100-nál is több olyan dzsihádistát ölt meg, akik a csoporthoz tartoztak. A Fatah al-Sham azzal vádolta ellenfeleit, hogy a célpontok koordinátáiról ők informálták az amerikai seregeket. A Fatah al-Sham egyik közleményében a csapat azt írta, a támadások célja az „ellenük szövődött konspiráció” megelőzése volt.
Az egyik részt vevő felkelői csoport, a Mudzsahedin Hadsereg eközben Kazahsztánban, Asztanában részt vett a béketárgyalásokon. A Jaysh al-Islam és a Sham légió valamint további 13 szervezet képviselői is jelen vannak ezeken a megbeszéléseken. Más oldalról viszont az Ahrar al-Sham a JSF-hez fűződő viszonyára hivatkozva megtagadta az asztanai tárgyalásokon való részvételt. A szíriai kormány és az ellenzék képviselői közötti megbeszélések január 23-án kezdődtek.

## Összecsapások

### 2017. január
2017. január 20-án az al-Nuszra Front (a Jabhat Fateh al-Sham (JFS) ) több célzott támadást is indított az Ahrar al-Sham központja és az általuk ellenőrzött pozíciók ellen Idlib kormányzóság északi részén, a Bab al-Hawa Határátkelő közelében. Az al-Nuszra ráadásul megtámadta az Ahrar al-Sham kihelyezett állomásait Darkush és Jisr al-Shughur területén. Aznap a Jund al-Aqsa megtámadta az Ahrar al-Sham börtönét Jabal Zawiya belsejében, és 13 foglyot szabadon engedtek. Eközben ugyanitt az al-Nuszra megtámadta a Szabad Idlibi Hadsereg Hegyi Sólymok Dandárját, és az egyik parancsnokukat felszereléseivel együtt elrabolták.
Január 23-án a JFS bejelentette, hogy kiűzte a Jund al-Aqsa csapatait a területéről. Az összecsapások ezután is folytatódtak. A JFS harcosai a Nour al-Din al-Zenki Mozgalom részéről érkező támogatók segítségével Aleppó nyugati részén elfoglalták a Mudzsahedin Hadsereg központját. Haritan területén továbbra is támadták a Levantei Frontot.
Január 24-én a Mudzsahedin Hadsereg csatlakozott az Ahrar al-Sham erőihez, miután legyőzte őket a JFS. Az Ahrar al-Sham ezután több katonai konvojt is áttelepített Idlib és Nyugat-Aleppó vidéki területeire, hogy megelőzzék a JFS további támadásait. Eközben a Sham Légió visszaverte a JFS egyik támadását a Mudzsahedin Hadsereg egyik idlibi vidéki bázisa mellett.
Január 25-én a JFS milicistái a Suqour al-Sham Dandár fegyvereseitől elfoglalták az idlibi központi börtönt..
Január 26-ig az Ahrar al-Sham és szövetségesei több falut is elfoglaltak a JFS-től Jabal Zawiya északi részén. Ezek Balyin, Kafr Naya és Maarrat al-Nu'man környéki települések voltak. Aznap a JFS-hez lojális harcosok a rivális ellenfélhez tartozó erőktől elfoglalták a stratégiai fontosságú Halfaya városát. Másnap a JFS seregei Idlib északi részén megtámadták a Jaysh al-Islam központját. Január 27-i jelentések szerint a JFS a többi felkelői csoporttal vívott harcaiban több mint 35 harcosát elvesztette.
Az összecsapások során olyan hírek érkeztek, hogy a civilek összegyűltek a települések érdekében, és megvédték azokat a Fatah al-Sham ellenfeleire mért támadásaitól. Ezen kívül a polgári életek megóvása érdekében a harcok mihamarabbi beszüntetésére szólítottak fel.
Január 28-án a JFS és több dzsihádista csoport megalakította a Tahrir al-Sham (Levante Felszabadításáért Testület) nevű szervezetet. Az újonnan létrejött erő legfőbb feladata – úgy tűnik – Északnyugat-Szíriában a helyzet konszolidálása és annak megvédése a többi ellenzéki csoporttal, legfőképpen az Ahrar al-Shammal szemben.
Január 31-én jelentések szóltak a Tahrir al-Sham és az Ahrar ash-Sham seregeinek mozgósításáról a Bab al-Hawa Határállomás és több környékbeli terület körül, a két csoport pedig egy újabb összecsapásra készült.

### 2017. február
Február 2-án a Tahrir al-Sham régen a JFS-hez tartozó része megpróbáltak elfoglalni egy pékséget Atarib, területén, mely Nyugat-Aleppó legnagyobb kenyérellátója volt, de a helybéliek tüntetésére válaszul kivonultak. Pár nappal később az üzbég Katibat al-Tawhid wal-Jihad dzshádista csoport hűséget fogadott a Tahrir al-Shamnak.
2017. február 7-én a Jund al-Aqsa megtámadta a Jaysh al-Nasr központját Hamá északi részén, Murak mellett. A Jund al-Aqsa ekkor elfoglalta Kafr Zita városát és lerohanta Taybat al-Imam területét, s ezzel 250 harcost és fegyvereiket vette el a Jaysh al-Nasr csoporttól. Február 9-én a Jund al-Aqsa megtámadta az Ajnad al-Sham, a Saraya al-Ghuraba, a Liwa al-Maghawir és több más felkelői csoport központját Kafr Zita környékén és az észak-hamái térség más területein is. Ezzel növelte befolyási területét, és fegyvereket, egyéb utánpótlási eszközöket valamint járműveket zsákmányoltak. Eddigre a Jund al-Aqsa már 17 várost és falut teljesen az ellenőrzése alá vont.
Február 11-én délután a helyi polgárok kiűzték az Ahrar al-Sham és a Jaysh al-Nasr iszlamista felkelőit Kafr Nabudah városából. Ők eközben egy Észak-Hamá elleni offenzívára készültek fel. A tüntetők kövekkel dobálták és megtámadták a felkelők konvojait, akik közül 3-at megöltek, 20-at pedig megsebesítettek.
Február 13-án elmérgesedtek a harcok az addig szövetséges Tahrir al-Sham és Jund al-Aqsa között Hamá északi és Idlib déli részein. Ennek eredményeképp a HTS háborút hirdetett a Jund al-Aqsa szervezet ellen, és az így kialakult harcokban a két oldalon mintegy 70 ember lelte halált. Közülük legalább 17 ember a Jund al-Aqsa harcosa volt. Abu Bakr Tamanna, – aki a JFS öngyilkos robbantóinak a vezetője volt a 3000 lakásnál, mikor a felkelők megpróbálták áttörni Aleppó ostromát – a Liwa al-Aqsa támadásának áldozata lett. A harcok alatt Kafers Jonah falu a Liwa al-Aqsa kezére került, miután az egyik általános biztonsági vezetőt, Abu Rihanat a Tahrir al-Sham megölte.
Február 14-én a Jund al-Aqsa bejelentette 150-200 hadifogoly kivégzését, akik között voltak a HTS és az FSA harcosai is. Közülük több mint 160 az FSA harcosa volt – közülük több mint 70-en a Jaysh al-Nasr-ból jöttek, míg 43 katona a HTS tagja volt, akiket ezután végzett ki a Liwa al-Aqsa Moqa faluban Idlib vidékies külvárosában, hogy feloszlatták a saría alapján ítélkező bíróságot. Hogy biztosítsák a jövőbeni békés visszavonulást, a szíriai ellenzék és a Liwa Aqsa tárgyalásokba kezdtek. A HTS még másnap is foglalt el területet a Jund al-Aqsa csapatoktól, Heish faluját, ezután pedig körbezárták a visszavonuló Jund al-Aqsa erőket Khan Shaykhun és Murak területén. A Turkomán Iszlám Párt és a Tahrir al-Sham Mourak és Khan Shaykhoun városoknál körbe vette a Liwa Al-Aqsa seregeit. Ezután a Párt és a Liwa al-Aqsa egyezséget kötött.
A február 18-i jelentések szerint a Jund al-Aqsa 600 milicistáját vinnék át Rakka kormányzóságba, hogy ott csatlakozhassanak az ISIL-hez. Miközben a csoport megmaradt része feladta a nehéztüzérségét, és 72 órán belül a Szíriai Turkomán Iszlám Párthoz csatlakozott. Ekkorra a jelentések szerint a Jund al-Aqsa a Szabad Szíriai Hadsereg és a Tahrir al-Sham több mint 250 harcosát ölte meg. Délután a Jund al-Aqsa tagjainak és hozzátartozóinak egy konvoja próbált meg Idlib kormányzóságból Rakka kormányzóságba átjutni, melyhez a szíriai kormány egyik utánpótlási útvonalát használták, hogy ezen keresztül menekülhessenek ki a felkelői harcok elől. Azonban tűzpárbaj alakult ki köztük és a Nemzetvédelmi Erők között, melynek következtében több halálos áldozat után a milicisták megadták magukat. Aznap a Tahir al-Sham lerohanta a Jaysh al-Islam állásait a Bab al-Hawa Határállomás közelében, és nehézfegyverzetet zsákmányolt. A HTS szintén több elhagyatott raktárat elfoglalt, melyek korábban hivatalosan a Hazz Mozgalomhoz tartoztak.
Február 22-én a Liwa al-Aqsa 2100 milicistája közül az utolsók is elhagyták Khan Skaykhun területén az állásaikat, hogy az ISIL-hez csatlakozhassanak Rakka kormányzóságban. Ezelőtt megállapodás született a Tahrir al-Sham és a Turkomán Iszlám Párt bevonásával a szabad elvonulástól. A Liwa al-Aqsa a kivonulása alatt elégette az összes fegyveres járművét, tankját és nehézfegyverzetét is. Ezután a Tahrir al-Sham bejelentette a Liwa al-Aqsa feloszlatását, és megígérte, hogy felkutatja a még meglévő sejteket.
Február 23-án a Liwa al-Aqsa által kivégzett FSA-katonák rokonai azzal vádolták őket, hogy rosszabb bánásmódban részesülnek, mint a szíriai kormány idején. A Liwa al-Aqsa kivonulása után Khan Seikhoun környékén tömegsírokat fedeztek fel. Február 22-én és 23-án két város közeli tömegsírban 131 kivégzett holttestét találták meg. Ezen felül előző héten további 41 holttestre bukkantak.
Február 25-én az Ahrar al-Sham megrohanta a Szabad Idlibi Hadsereg központját és több raktárat Aqrab falu területén. Az AaS katonái azzal a történettel foglalták el a területet, hogy meg akarják védeni az FSA seregeit a HTS egy lehetséges támadásától. A Szabad Idlibi Hadsereg azonban tagadta, hogy az Ahrar al-Sham megtámadta volna őket. Három nappal később a HTS megtámadta a Sham Légió egyik központját Észak-Idlibben és elfoglalták az egyik fegyverdepójukat.

### 2017. március
Március 2-án a Sham Légió három fegyveres csoportra oszlott, miközben harcok dúltak Saraqib városában, miután az Ahrar al-Sham egyik dandárja átpártolt a Tahrir al-Sham felkelőkhöz. A kilépett dandár volt felelős az Ahrar al-Sham fegyverellátásáért illetve azok karban tartásáért. Március 3-án az Ahrar al-Sham és a Tahrir al-Sham közötti harcok tovább terjedtek Salqin városában.
A március 4-i hírek szerint a Szíriai Kormány érdeklődést mutatott a törzsközi összecsapások iránt, és az ott történteket közelről figyeli. Március 6-án a Tahrir al-Sham megtámadta az Ahrar al-Sham csapatait Al-Mastoumeh és Kafr Yahmoul belsejében,, Idlib déli részén, és ezen falvakban több ellenőrző pontot is megszereztek, melyek eredetileg az Idlib–Ariha út biztonságát szolgálták.
Március 7-én a Tahrir al-Sham három harcosa meghalt, mikor járművük egy robbanóeszközre futott Hamá kormányzóság keleti felén. Az egyik harcos még csak 14 éves volt. Aznap a Tahrir al-Sham és az Ahrar al-Sham tűzszüneti megállapodást írt alá, mellyel véget akartak vetni a köztük fennálló harcoknak, és egy olyan testületet akartak felállítani, mely a harcok helyett a diplomácia módszerével oldja meg a problémáikat. Két nappal később azonban összecsapások törtek ki az Ahrar al-Sham és a Tahrir al-Sham között Jabal Zawiya régióban, miután a Tahrir al-Sham megpróbálta letartóztatni az Ahrar al-Sham egyik regionális vezető személyiségét.

## Az USA segítsége a szíriai felkelőknek
Az összecsapások alatt a CIA befagyasztotta a katonai segítségét, mivel iszlamisták megtámadták az FSA csapatait Idlib kormányzóságban. Mivel attól tartottak, hogy iszlamisták kezére jutnak a küldemények, felfüggesztették a béreket, a képzéseket és a lőszerutánpótlást.
2017. március 10-én az USA a legnagyobb felkelői csoportot, a Hayyat Tahrir al-Shamot terrorista csoporttá nyilvánította annak ellenére, hogy korábban nyíltan támogatta azt, és pénzügyi valamint fegyveres segítséget is biztosított több olyan szervezetnek, melyek mára ennek a csoportnak a részei lettek. Közéjük tartozik például a Harakat Nour al-Din al-Zenki.

## Következmények
A törzsközi összecsapás után a HTS kinőtte ezt a terepet, és 2017. márciusban megindít9otta a 2017-es hamái offenzívát.
2017. április 5-én a Tahrir al-Sham harcosai célba vették a 13. Osztagot irányító Ahmed al-Saud alezredest és a Szabad Idlibi Hadsereg vezetőjét, Ali al-Samahi ezredest szállító autót a HTS teljes ellenőrzése alatt álló Khan al-Subul mellett egy ellenőrző pontnál. Al-Samahi és az FSA egy másik harcosa meghalt, miközben al-Saud megsebesült, és ápolásra Törökországba szállították.
Május 29-én az Ahrar al-Sham a Tahrir al-Sham legalább 6 tagját megölte, miután Idlib kormányzóság déli részén elkapták őket. Június 4-én a Sham Légió 5 harcosát ölték meg, 2 pedig megsebesült, miután autójukkal eltaláltak egy út menti bombát.